# Knjahyniwka
Knjahyniwka (ukrainisch Княгинівка; russisch Княгиневка/Knjaginewka) ist eine Siedlung städtischen Typs im Süden der ukrainischen Oblast Luhansk mit etwa 900 Einwohnern.
Der Ort gehört administrativ zur Stadtgemeinde der 6 Kilometer nordöstlich liegenden Stadt Krasnyj Lutsch und gehört hier zur Siedlungsratsgemeinde von Chrustalne (4 Kilometer nördlich gelegen), die Oblasthauptstadt Luhansk befindet sich 59 Kilometer nordöstlich des Ortes, durch den Ort fließt der Fluss Chrustalna (Хрустальна), dieser mündet südlich des Ortes in den Mius, die Grenze zur Oblast Donezk verläuft südwestlich der Ortsgrenzen.
Knjahyniwka wurde 1784 gegründet und erhielt 1960 den Status einer Siedlung städtischen Typs. Seit Sommer 2014 ist der Ort im Verlauf des Ukrainekrieges durch Separatisten der Volksrepublik Lugansk besetzt.